# Antonie Eduard Loubser
Antonie Eduard Loubser (* 1935 in Mowbray, Kapstadt) ist ein ehemaliger südafrikanischer Diplomat und seit 2004 san marinesischer Generalkonsul in Pretoria.

## Leben
Antonie Eduard Loubser ist ein Nachfahre von Nikolaus Laubscher. Er schloss ein Wirtschaftsstudium an der University of Stellenbosch Business School mit einem Bachelor ab und setzte das Studium bis zum Master an der Universität Pretoria fort. Daneben erwarb er einen Bachelorabschluss in Recht an der Universität von Südafrika.
Von 1958 bis 2000 wurde er im Auswärtigen Dienst Südafrikas beschäftigt.
Von 1958 bis 1960 war er Kadett an der South African Military Academy.
Von 1961 bis 1969 wurde in Paris beschäftigt, wo er 1965 vom Gesandtschaftssekretär dritter Klasse zum Gesandtschaftssekretär zweiter Klasse befördert wurde.
Von 1970 bis 1975 war er Gesandtschaftsrat an der Mission in Brüssel.
Von 1976 bis 1979 war er Gesandtschaftsrat im Außenministerium in der Abteilung frankophones und nördliches Afrika.
Von 1980 bis 1983 war er Ministre plénipotentiaire in Paris.
Von 1984 bis 1985 war er Chef des Protokolls im südafrikanischen Außenministerium.

## Südafrikanischer Botschafter in Tel Aviv
Von 1986 bis 1988 war Loubser Botschafter in Tel Aviv. Die südafrikanische Regierung unterstützte die Gründung Israels 1948 bei den Vereinten Nationen. In Südafrika lebten 110.000 Juden, diese wurden im Parliament of South Africa durch den South African Jewish Board of Deputies und in Israel durch Yosef Achimeir, einem Sprecher von Jitzchak Schamir vertreten.
1953 besuchte Daniel François Malan Israel. Im März 1970 protestierten Julius Nyerere, Kenneth Kaunda und Milton Obote innerhalb des Commonwealth of Nations gegen Waffenlieferungen des Vereinigten Königreiches an Südafrika. Am 25. Januar 1971 wurde Obote von Idi Amin mit israelischer Waffenhilfe gestürzt.
Vom 21. bis 23. März 1971 fand in Addis Abeba ein Treffen der Organisation Amerikanischer Staaten statt. In einer einstimmigen Resolution wurde die fortgesetzte Aggression gegen die Vereinigte Arabische Republik verurteilt. Israel hatte 2.850 USD für Afrikanische Befreiungsbewegungen angeboten.
Vertreter von Befreiungsbewegungen schlugen vor, Israel möge einen passenderen Umgang mit arabischen Guerillagruppen finden, worauf Israel das Angebot zurückzog. Im März 1971 waren in Südafrika Investitionskontrollen entschärft worden, um israelischen Investitionen in südafrikanische Unternehmen zu ermutigen. Balthazar Johannes Vorster erklärte, er könne nicht verstehen, wie Israel, das selbst ein Terroristenproblem hätte, Beiträge an andere Terroristen rechtfertigen könne und der Finanztransfer von Südafrika nach Israel wurde zeitweilig eingefroren.
Vom 9. bis 12. April 1976 besuchte Balthazar Johannes Vorster Israel. 1984 besuchte Pik Botha Jitzchak Schamir.
Im März 1986 kündigte das Kabinett von Schimʿon Peres an, die Beziehungen zu Südafrika einzuschränken, was sich zuerst in einer Verringerung von offiziellen Besuchen manifestierte. Im Juni 1987 empfahl eine Sonderausschuss dem Kabinett weitere Sanktionen gegen Südafrika.
Vom 9. bis 12. Juli 1987 trafen sich der Afrikanische Nationalkongress und das Institute for a Democratic Alternative for South Africa (Idasa) in Dakar, Senegal. Hans-Dietrich Genscher löste Uffe Ellemann-Jensen als EU-Ratsvorsitzender ab, beide boten sich als Gastgeber für eine Folgekonferenz in Kopenhagen bzw. Bonn an. Im August 1987 wandte sich Antonie Eduard Loubser an Schimʿon Peres und bat ihn, bei Uffe Ellemann-Jensen und Hans-Dietrich Genscher zu intervenieren ihre Angebote als Gastgeber für Gespräche zwischen weißen Südafrikanern und dem Afrikanischer Nationalkongress zurückzuziehen. Jossi Beilin erwiderte gegenüber der israelischen Presse: Wir sind nicht mehr die Öffentlichkeitsarbeit der Südafrikaner.
Im Sommer 1987 besuchte eine Delegation aus 22 Repräsentanten der afro-amerikanischen Gemeinde Israel und zeigte auf, dass die angekündigte Einschränkung der Beziehungen zur südafrikanischen Regierung erforderlich ist damit die drei Milliarden Dollar jährliche Finanzhilfe im US-Kongress weiter bewilligt würden.
Am 16. September 1987 beschloss das Kabinett von Schimʿon Peres zehn Maßnahmen zur Einschränkung der wirtschaftlichen und kulturellen Beziehungen zu Südafrika. Antonie Eduard Loubser wurde in das Außenministerium bestellt und ihm wurden die Sanktionen mitgeteilt.
Am 17. September 1987 bezifferte ein leitender Beamter des Handelsministeriums die Handelsbilanz der beiden Staaten mit 0,22 Mrd. USD, wozu 70 % des israelischen Bedarfs an Steinkohle gehören. Am 18. September 1987 warb South African Airways mit einer weiteren wöchentlichen Flugverbindung Tel Aviv – Johannesburg in den Monaten September und Oktober, eine Maßnahme die mit dem Handelsministerium vor dem Hintergrund, das eine der zehn Maßnahmen des 16. September 1987 den Tourismus der beiden Staaten betraf.
Teilweise wurden Geschäftsbeziehungen mit Südafrika abgewickelt, nachdem sie öffentlich gemacht wurden. Beit-Alfa Technologies Ltd. (B.A.T) im Eigentum des Kibbuz Beit Alfa sagte zu, Wasserwerfer nicht mehr nach Südafrika zu liefern. Ende 1985 besuchte eine Delegation des Histadrut Südafrika, führte Gespräche mit Vertretern des Congress of South African Trade Unions (CoSATU) und sagte zu, für die Gewerkschaftsbeiträge eine andere Anlageform als Takonics, einen Schweizer Ableger von Koor Industries Ltd., zu finden, nachdem Ran Cohen die Struktur der im April 1973 gegründeten Iskoor mit 25 Mio. USD Jahresumsatz = 51 %Takonics + 49 % Mittal Steel South Africa, veröffentlicht hatte.
Es verlautbarte, dass seit März 1986 keine Aufträge mit Südafrika im Bereich der Wehrtechnik verlängert worden seien und diese entsprechend in den 1990er Jahren auslaufen würden. Das Nichtverlängern der Verträge hätte 1986 die Streichung von 5000 Arbeitsplätzen im Bereich der Wehrtechnik zur Folge. Israelische Unternehmen verkauften Wehrtechnik in einer Größenordnung von 125 bis 400 Mio. USD. an Südafrika, obwohl von der israelischen Regierung wiederholt bekundet wurde, das durch die United Nations Security Council Resolution 418 verhängte Waffenembargo gegen Südafrika einzuhalten.
Die südafrikanische Botschaft fand bei israelischen Unternehmen Verbündete für eine Kampagne gegen die Sanktionen.
Nachdem die israelische Regierung verlautbaren ließ, sie würde zehn Maßnahmen zur Reduzierung der Beziehungen ergreifen, erklärte Antonie Eduard Loubser, Israel und Südafrika seien über die Jahre eng aneinander gedrängt. Es sei zu verstehen, dass diese Beziehungen nicht oberflächlich seien und er sei entschlossen sicherzustellen, dass nichts geschieht dies zu stören.
Von 1988 bis 1989 hatte Antonie Eduard Loubser Exequatur als Generalkonsul in Kopenhagen. In Dänemark gab es eine lebhafte Opposition gegen das Apartheidregime in Südafrika. 1989 wurde das südafrikanische Generalkonsulat von etwa 150 Personen als Protest besetzt. Von 1990 bis 1991 war Loubser Botschafter in Kopenhagen. Von 1991 bis 2000 leitete er drei Galerien der South African National Association for the Visual Arts (SANAVA) in der Cité Internationale des Arts Paris.